# Mantua (ort i Kuba)
Mantua är en ort i Kuba.   Den ligger i provinsen Provincia de Pinar del Río, i den västra delen av landet, 220 km väster om huvudstaden Havanna. Mantua ligger 20 meter över havet och antalet invånare är 10 797.
Terrängen runt Mantua är platt. Runt Mantua är det ganska glesbefolkat, med 23 invånare per kvadratkilometer. Det finns inga andra samhällen i närheten. Omgivningarna runt Mantua är en mosaik av jordbruksmark och naturlig växtlighet.